# Carlemanova matrika
Carlemanova matrika je matrika, ki se uporablja za pretvorbo kompozituma funkcij v množenje matrik. Druga področja uporabe so še v teoriji iteracij in verjetnosti ter v markovskih verigah. 

## Definicija
Calermanova matrika funkcije {\displaystyle f(x)\!\,} je določena z:
{\displaystyle M[f]_{jk}={\frac {1}{k!}}\left[{\frac {d^{k}}{dx^{k}}}(f(x))^{j}\right]_{x=0}\!\,,}
pri čemer velja:
{\displaystyle (f(x))^{j}=\sum _{k=0}^{\infty }M[f]_{jk}x^{k}\!\,.}
Tako se lahko zapiše določanje funkcije {\displaystyle f(x)\!\,} kot:
{\displaystyle f(x)=\sum _{k=0}^{\infty }M[f]_{1,k}x^{k}\!\,,}
kar je skalarni produkt prve vrstice matrike {\displaystyle M[f]\!\,} z 
vektorjem {\displaystyle \left[1,x,x^{2},x^{3},\ldots \right]^{\tau }\!\,.}
Množenje z drugo vrstico matrike {\displaystyle M[f]\!\,} da drugo potenco funkcije {\displaystyle f(x)\!\,}:
{\displaystyle f(x)^{2}=\sum _{k=0}^{\infty }M[f]_{2,k}x^{k}\!\,.}
Lahko se določi tudi ničelno potenco funkcije {\displaystyle f(x)\!\,}. V matriki {\displaystyle M[f]\!\,} se predpostavi, da vrstica 0 vsebuje ničle povsod, razen na prvem mestu. To  da:
{\displaystyle f(x)^{0}=1=\sum _{k=0}^{\infty }M[f]_{0,k}x^{k}=1+\sum _{k=1}^{\infty }0*x^{k}\!\,.}
Skalarni produkt matrike {\displaystyle M[f]\!\,} z vektorjem {\displaystyle \left[1,x,x^{2},x^{3},\ldots \right]^{\tau }} da vektor:
{\displaystyle M[f]*\left[1,x,x^{2},x^{3},\ldots \right]^{\tau }=\left[1,f(x),(f(x))^{2},(f(x))^{3},\ldots \right]^{\tau }\!\,.}

## Bellova matrika
Bellova matrika funkcije {\displaystyle f(x)\!\,} je določena kot:
{\displaystyle B[f]_{jk}={\frac {1}{j!}}\left[{\frac {d^{j}}{dx^{j}}}(f(x))^{k}\right]_{x=0}\!\,,}
pri čemer velja:
{\displaystyle (f(x))^{k}=\sum _{j=0}^{\infty }B[f]_{jk}x^{j}\!\,.}
To pa pomeni, da je Bellova matrika transponirana Carlemanova matrika.

## Zgledi
Carlemanova matrika konstante je:
{\displaystyle M[a]=\left({\begin{array}{cccc}1&0&0&\cdots \\a&0&0&\cdots \\a^{2}&0&0&\cdots \\\vdots &\vdots &\vdots &\ddots \end{array}}\right)\!\,.}
Carlemanova matrika identične funkcije je:
{\displaystyle M_{x}[x]=\left({\begin{array}{cccc}1&0&0&\cdots \\0&1&0&\cdots \\0&0&1&\cdots \\\vdots &\vdots &\vdots &\ddots \end{array}}\right)\!\,.}
Carlemanova matrika dodane konstante je:
{\displaystyle M_{x}[a+x]=\left({\begin{array}{cccc}1&0&0&\cdots \\a&1&0&\cdots \\a^{2}&2a&1&\cdots \\\vdots &\vdots &\vdots &\ddots \end{array}}\right)\!\,.}
Carlemanova matrika zmnožka s konstanto je:
{\displaystyle M_{x}[cx]=\left({\begin{array}{cccc}1&0&0&\cdots \\0&c&0&\cdots \\0&0&c^{2}&\cdots \\\vdots &\vdots &\vdots &\ddots \end{array}}\right)\!\,.}
Carlemanova matrika linearne funkcije je:
{\displaystyle M_{x}[a+cx]=\left({\begin{array}{cccc}1&0&0&\cdots \\a&c&0&\cdots \\a^{2}&2ac&c^{2}&\cdots \\\vdots &\vdots &\vdots &\ddots \end{array}}\right)\!\,.}
Carlemanova matrika funkcije {\displaystyle f(x)=\sum _{k=1}^{\infty }f_{k}x^{k}\!\,} je:
{\displaystyle M[f]=\left({\begin{array}{cccc}1&0&0&\cdots \\0&f_{1}&f_{2}&\cdots \\0&0&f_{1}^{2}&\cdots \\\vdots &\vdots &\vdots &\ddots \end{array}}\right)\!\,.}
Carlemanova matrika funkcije {\displaystyle f(x)=\sum _{k=0}^{\infty }f_{k}x^{k}\!\,} je:
{\displaystyle M[f]=\left({\begin{array}{cccc}1&0&0&\cdots \\f_{0}&f_{1}&f_{2}&\cdots \\f_{0}^{2}&2f_{0}f_{1}&f_{1}^{2}&\cdots \\\vdots &\vdots &\vdots &\ddots \end{array}}\right)\!\,.}

## Značilnosti matrike
Obe matriki (Carlemanova in Bellova) zadoščata osnovnima odnosoma:
- {\displaystyle M[f\circ g]=M[f]M[g]\!\,,}
- {\displaystyle B[f\circ g]=B[g]B[f]\!\,,}

kar dela Carlemanovo matriko  {\displaystyle M\!\,} kot neposredno predstavitev funkcije {\displaystyle f(x)\!\,} in Bellovo matriko {\displaystyle B\!\,} kot nasprotno predstavitev funkcije {\displaystyle f(x)\!\,}. V zgornjih izrazih pomeni {\displaystyle f\circ g\!\,} kompozitum funkcij {\displaystyle f(g(x))\!\,}.
Razen tega veljata še naslednji značilnosti:
- {\displaystyle \,M[f^{n}]=M[f]^{n}\!\,,}

kjer je:
{\displaystyle \,f^{n}\!\,} iteracija funkcije
- {\displaystyle \,M[f^{-1}]=M[f]^{-1}\!\,,}

kjer je:
{\displaystyle \,f^{-1}\!\,} inverzna funkcija (če je Calermanova matrika obrnljiva).